# Plociella
Plociella is een kevergeslacht uit de familie van de boktorren (Cerambycidae). De wetenschappelijke naam van het geslacht werd voor het eerst geldig gepubliceerd in 1949 door Breuning.

## Soorten
Plociella is monotypisch en omvat slechts de volgende soort:
- Plociella conspersa (Aurivillius, 1927)